# 5-метилтетрагидрофолат
Метилтетрагидрофолат (метилфолат, 5-метилтетрагидрофолат, 5-метил-тетрагидрофолат, N5-метилфолат, L-5-метилтетрагидрофолат,  левомефолиевая кислота или метилтетрагидрофолиевая кислота) — органическое соединение, самая биологически активная форма витамина B9 (фолиевой кислоты),  используемая на клеточном уровне для биосинтеза ДНК, в процессе метаболизма фолатов, в цикле преобразования гомоцистеина в метионин, а P5P-зависимые ферменты - в цистеин.
5-метилтетрагидрофолат усваивается лучше обычной фолиевой кислоты: пик концентрации активного метаболита в плазме при аналогичной дозировке в несколько раз выше, чем при приеме фолиевой кислоты.
Это связано с тем, что 5-метилтетрагидрофолат является метаболически активным веществом, в то время как фолиевая кислота - вещество, полученное путем химического синтеза, которое не является метаболически активным и в организме проходит процесс ферментативного восстановления при участии фермента метилентетрагидрофолатредуктазы.

## Применение в медицине
5-метилтетрагидрофолат применяется при лечении дефицита витамина В9, мегалобластной анемии, лекарственной и радиационной анемии, а также при состояниях, связанных с повышенным расходом водорастворимых витаминов, при беременности.
Эффективность и безопасность 5-метилтетрагидрофолата при беременности аналогична эффективности фолиевой кислоты. 
Однако, в отличие от фолиевой кислоты, 5-метилтетрагидрофолат лучше усваивается и не маскирует дефицит витамина B12. Исследования показывают, что в ряде случаев (генотип, прочие факторы) пик концентрации активного метаболита в плазме при приеме 5-метилтетрагидрофолата выше, чем при приеме аналогичной дозировки фолиевой кислоты.
У 5-11% женщин в связи с нарушением гена фермента метилентетрагидрофолатредуктазы) нарушены процессы ферментативного преобразования фолиевой кислоты в активную форму, при этом их организм может усваивать 5-метилтетрагидрофолат.
Согласно ряду исследований 5-метилтетрагидрофолат может оказывать антидепрессивный эффект и применяться для лечения депрессивных расстройств у лиц, для которых неэффективна или недостаточно эффективна терапия с применением селективных ингибиторов обратного захвата серотонина.

## Побочные эффекты и противопоказания
Побочные эффекты: аллергические реакции: бронхоспазм, эритема, лихорадка, кожные высыпания.
Возможные противопоказания к приему: гиперчувствительность, В12-дефицитная анемия.

## Патологические состояния
При церебральной фолатной недостаточности, вызванной дефектами гена фолатного рецептора альфа, уровни 5-метилтетрагидрофолата снижены в спинномозговой жидкости пациента, при этом в сыворотке крови уровни вещества остаются в норме.
При врожденной мальабсорбции фолатов уровни 5-метилтетрагидрофолата также снижены в спинномозговой жидкости пациента, но при этом снижены и уровни фолатов в системном кровообращении.